# Runstens församling
Runstens församling var en församling i Ölands norra kontrakt, Växjö stift och Borgholms kommun. Församlingen uppgick 2006 i Gärdslösa, Långlöt och Runstens församling.
Församlingskyrka var Runstens kyrka.
2003 fanns här 504 invånare.
Namnet uttalas "rúnnstén" med kort -u-.

## Administrativ historik
Församlingen har medeltida ursprung.
Församlingen utgjorde fram till 1 maj 1917 ett eget pastorat för att därefter fram till 1962 vara moderförsamling i pastoratet Runsten och Långlöt. Från 1962 var församlingen annexförsamling i pastoratet Gärdslösa, Räpplinge, Högsrum, Runsten och Långlöt.Församlingen uppgick 2006 i Gärdslösa, Långlöt och Runstens församling.
Församlingskod var 088512.

## Series pastorum
| Ämbetstid     | Namn                       | Levnadstid    |
| (1299)        | Henricus                   |               |
| (1390)        | Benedictus Hennechini      |               |
| (1404)        | Mathias                    |               |
| (1547)–(1557) | Petrus                     | d. trol. 1559 |
| 1558–1597     | Andreas Joannis            | d. trol. 1598 |
| 1599–1631     | Laurentius Andreae         | d. 1631       |
| 1632–1667     | Jonas Henrici Florentinus  | d. 1667       |
| 1669–1687     | Stephanus Stephani Lippius | 1631–1687     |
| 1689–1711     | Daniel Brusenius           | 1653–1711     |
| 1713–1715     | Jacob Spinck               | 1677–1715     |
| 1715–1731     | Olof Swebilius             | 1673–1731     |
| 1732–1739     | Johan Hultin               | 1699–1739     |
| 1740–1772     | Anders Brauner             | 1705–1772     |
| 1772–1801     | Abraham Fornander          | 1723–1801     |
| 1804–1825     | Nils Gustaf Rosendahl      | 1749–1825     |
| 1827–1844     | Abraham Ahlqvist           | 1794–1844     |
| 1847–1875     | Olof Melén                 | 1809–1875     |
| 1878–1897     | Johan Henrik Lagström      | 1823–1897     |
| 1898–1913     | Carl Olof Nyström          | 1850–1933     |
| 1917–1943     | Johan Oscar Svensson       | 1867–(1963)   |
| 1943–(1961)   | Per Ivar Hallgren          | 1902–(1964)   |